# Српска православна црква Светог Николе у Иланџи
Српска православна црква Светог Николе у Иланџи, насељеном месту у општини Алибунар, подигнута је у 18. веку. Иконостас цркве представља споменика културе од великог значаја.
Црква у Иланџи је посвећена Светом Николи и представља једнобродну грађевину са полукружном апсидом и звоником на западној страни, испред кога је трем са четири стуба који држе архитравну греду за забатом. Фасаде су декорисане упареним пиластрима са капителом између прозора, сокл је низак и назначен у висини стопе полустубова.
Иланџанска црквена општина је јануара 1868. године расписала конкурс путем „оферта”, за подизање „дрвеног иконостаса” у цркви. Рок је био април месец те године, код Компаније граничарске у месту. Иконостас су радили Новак Радонић и Аксентије Мародић 1875. године. У олтару и наосу зидне слике је радио Новак Радоњић. Обојица су значајно српски сликари романтизма и познатији су по историјским композицијама, али је њихово црквено сликарство значајно како по карактеристично традиционалној иконографији тако и по коришћењу чисто сликарских поступака карактеристичних за уметност романтизма. Црква је обнављана од 1852. до 1854. године и после страдања у Буни 1848. године. 
Када је 1896. године Иланџу задесио земљотрес страдао је црквени торањ са јабуком и крстом. Због тога је црквена општина лицитирала радове "на мањак" на оправци и подизању позлаћених јабуке и крста. Предрачун радова је износио 553 ф.